# Teatro nacional de Croacia (Osijek)
El Teatro nacional de Croacia en Osijek (en croata: Hrvatsko narodno kazalište u Osijeku) es un edificio de teatro en Osijek, capital de la región croata de Eslavonia. Inaugurado en 1866, el edificio fue ampliado y completado en su totalidad en 1907 según los planos de su arquitecto local, Karlo Klausner. Diseñado en estilo barroco y exterior, fue dañado por el Ejército popular de Yugoslavia durante la Guerra Croata de Independencia en la década de 1990, pero fue ampliamente restaurado. El teatro fue reabierto oficialmente por el entonces presidente de Croacia, Franjo Tudjman en diciembre de 1994.